# Bartosz Bielenia
Bartosz Bielenia (Białystok, 15 maggio 1992) è un attore polacco, candidato all'European Film Award al miglior attore nel 2020.

## Biografia
Nato a Białystok nel 1992, inizia la sua carriera teatrale nel 2012. Dopo una gavetta cinematografica di quasi otto anni, sale alla ribalta interpretando il prete Daniel nel film Corpus Christi, che viene candidato all'Oscar al miglior film internazionale. Grazie alla sua interpretazione, viene candidato agli European Film Awards. Nel 2021, interpreta Sebastian nel film Prime Time, distribuito su Netflix.

## Filmografia
- Na granicy (2016)
- Corpus Christi (Boże Ciało), regia di Jan Komasa (2019)
- Prime Time, regia di Jakub Piatek - Netflix (2021)